# Spaced (serial telewizyjny)
Spaced – brytyjski serial komediowy z Simonem Peggiem i Jessicą Stevenson w rolach głównych.

## Obsada
- Simon Pegg – Tim Bisley
- Jessica Stevenson – Daisy Steiner
- Julia Deakin – Marsha Klein
- Mark Heap – Brian Topp
- Nick Frost – Mike Watt
- Katy Carmichael – Twist Morgan